# Megistostegium nodulosum
Megistostegium nodulosum là một loài thực vật có hoa trong họ Cẩm quỳ. Loài này được (Drake) Hochr. mô tả khoa học đầu tiên năm 1915.